# Tratado de Bila Tserkva

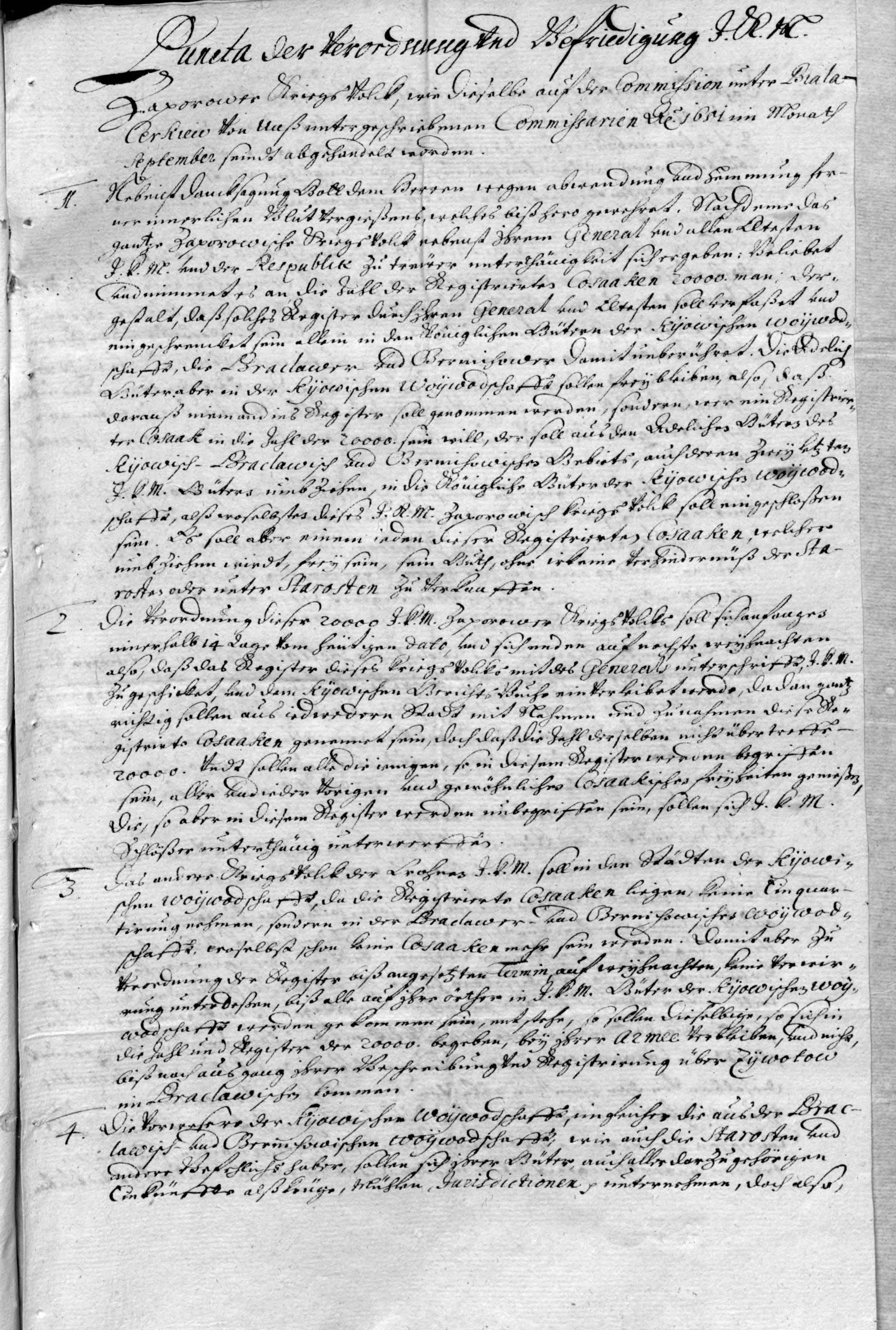
Tratado de Bila Tserkva

El Tratado de Bila Tserkva fue una tregua que pactaron las autoridades de la Confederación polaco-lituana y el atamán cosaco Bogdán Jmelnitski el 28 de septiembre de 1651 cerca de la localidad homónima.

## Circunstancias
Las hostilidades entre las autoridades de la República de las Dos Naciones y los rebeldes cosacos mandados por Bogdán Jmelnitski se habían reanudado en junio de 1651 tras meses de paz inestable. Los ejércitos chocaron en la batalla de Berestechko, que se libró entre el 28 y el 30 del mes y acabó con victoria polaco-lituana. Los lituanos de Janusz Radziwiłł vencieron también a las huestes cosacas que guardaban la frontera entre los territorios cosacos y el Gran Ducado de Lituania y se apoderaron seguidamente de Kiev. La posterior retirada de gran parte de los contingentes nobiliarios, las deserciones, las enfermedades y el hambre debilitaron luego a los vencedores, que hubieron de enfrentarse al nuevo ejército que reunió Jmelnitski con ayuda de los tártaros de Crimea. Las operaciones continuaron hasta que en septiembre, agotados, los dos bandos decidieron parlamentar.
Los contactos entre las partes habían empezado a finales de agosto de 1651, pero fueron interrumpidos por los combates. Los polaco-lituanos enviaron luego una delegación de cuatro personas para tratar con el enemigo en Bila Tserkva: el palatino de Kiev Adam Kisil, el de Smolensk Jerzy Chlebowicz, el gran senescal lituano Wincenty Gosiewski y el juez superior de Breslov. Las negociaciones duraron del 14 al 28 de septiembre, cuando finalmente se alcanzó el acuerdo.

## Disposiciones
El nuevo tratado fue menos favorables para los cosacos que el anterior de Zboriv. En él se estipularon esencialmente las siguientes disposiciones:
- Bogdán Jmelnitski debía redactar una nueva lista de los veinte mil cosacos que formarían las tropas regulares cosacas antes del día de Navidad.
- La mayoría de los nuevos soldados no debían provenir de la ciudad de Kiev y ninguno debía ser oriundo de las tierras pertenecientes al Gran Ducado de Lituania.
- Los cosacos del nuevo ejército regular debían asentarse en las tierras de realengo del palatinado de Kiev.
- El Ejército real quedaba excluido de las zonas donde se asentasen los regimientos cosacos.
- La comarca de Chiguirín se entregaba vitaliciamente a Jmelnitski. Pasaría tras su fallecimiento a quien por entonces ostentase el cargo de atamán.
- Jmelnitski juraría lealtad al rey polaco y quedaría bajo jurisdicción del atamán polaco.
- Los oficiales del ejército cosaco serían nombrados a partir de entonces por el atamán.
- Este rescindiría la alianza con los tártaros y no podría mantener relaciones diplomáticas.
- El ejército cosaco quedaba al servicio de la Confederación polaco-lituana.
- Se concedía una amnistía a los nobles, ortodoxos y católicos, y a los burgueses de Kiev, que hubiesen servido en las filas cosacas.
- La Iglesia ortodoxa mantenía sus derechos y privilegios.
- Los nobles recibían permiso para regresar a los palatinados de Kiev, Breslov y Chernigov y a reclamar las tierras que habían perdido, pero solo tras haberse completado la lista de los nuevos componentes de ejército cosaco.
- Se permitía a los judíos asentarse y trabajar tanto en las tierras de realengo como en los señoríos nobiliarios.

El nuevo pacto, como el anterior de Zboriv, fue un acuerdo entre las posiciones de las autoridades de la Confederación y de los cosacos que, como aquel, no satisfizo a ninguna de las partes.